# Wakil Hussain Allahdad
Wakil Hussain Allahdad (1986–2018) byl hazárský zápasník, podnikatel a komunitní záchranář v Afghánistánu.

## Život
Allahdad se narodil roku 1986 v Afghánistánu v hazárské rodině. Ve věku 12 let začal zápasit pod vedením Shera Jana Ahmadiho, zástupce vedoucího wrestlingové federace země. Ve váhové třídě 214 liber získal řadu medailí na domácích turnajích včetně stříbrné medaile na mezinárodním turnaji v Pákistánu. Z wrestlingu odešel z v roce 2014 poté, co utrpěl utržení svalu v noze. Poté začal trénovat v místním wrestlingovém klubu a denně vyučoval 150 studentů.
Během útoku na svatyni Sakhi shrine dne 11. října 2016 byl jedním ze záchranářů a fotografie agentury Agence France-Presse, na které nese zraněnou dívku, byla hojně publikovaná. Jako zachránce také pomáhal po útoku na kábulskou mešitu v červnu 2017.
Wakil Hussain Allahdad byl také podnikatel, který provozoval několik malých podniků včetně obchodu s nádobím, cestovní kanceláře a fotografické laboratoře. 22. dubna 2018 byl zabit v Kábulu při sebevražedném bombovém útoku v osadě Dashte Barchi západně od Kábulu, k němuž došlo přes ulici od jeho fotografického obchodu. Byl převezen do nemocnice Isteqlal a poté přemístěn do traumatologického zařízení provozovaného italskou nevládní organizací Emergency, kde zemřel.